# Gulussa
Gulussa – współrządca Numidii od 148 p.n.e. 

## Biografia
Był jednym z trzech synów króla Numidii Masynissy. Brał udział w kilku antykartagińskich poselstwach do Rzymu. Podczas jednego z nich próbował skłonić senat do odrzucenia skarg Kartagińczyków, zarzucających Masynissie zajmowanie należących do Kartaginy terytoriów, ok. 171 p.n.e. przestrzegał Rzymian, iż Kartagińczycy rozbudowują swoją flotę, zaś w 151 p.n.e. informował o przygotowaniach Kartaginy do wojny. Appian z Aleksandrii pisze o też poselstwie do Kartaginy, na które wyruszył wraz z bratem Micypsą, by zażądać odwołania z wygnania polityków nastawionych przyjacielsko do Numidii. Kartagińczycy nie przyjęli posłów, i zaatakowali ich w drodze powrotnej.
Po śmierci ojca został współrządcą królestwa razem z Micypsą i Mastanabalem. Zgodnie z podziałem dokonanym przez Scypiona Afrykańskiego Młodszego Gulussa otrzymał władzę nad wojskiem i wspierał Rzymian w III wojnie punickiej. W jej trakcie prowadził negocjacje z Hazdrubalem, podczas których z polecenia Scypiona Afrykańskiego Młodszego bezskutecznie oferował mu osobiste bezpieczeństwo w zamian za poddanie miasta. Według Salustiusza zmarł w wyniku choroby (zapewne przed 118 p.n.e.), zostawiając syna o imieniu Massywa, który w momencie dojścia do władzy Jugurty przebywał w Rzymie i zgłosił swoje pretensje do tronu Numidii.